# Ulica Przyokopowa w Warszawie

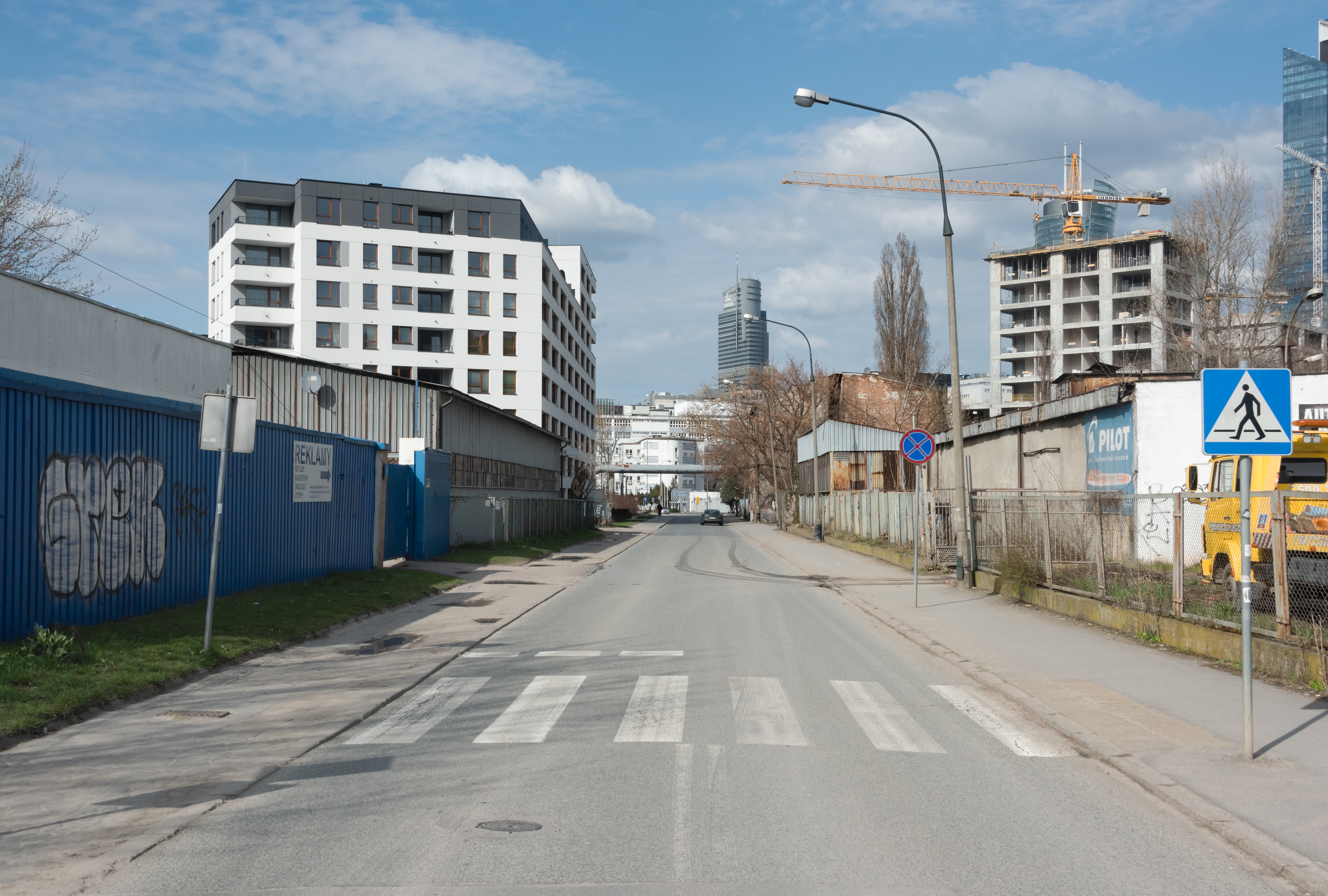
Południowy odcinek ulicy Przyokopowej, widok na północ z ulicy Kolejowej (2023)

Ulica Przyokopowa – ulica w dzielnicy Wola w Warszawie.

## Historia
W XVIII wieku droga prowadząca od rogatek Wolskich do Szczęśliwic i Rakowca. U zbiegu z ulicą Karolkową znajdowały się zabudowania wsi Czyste. Dalszy odcinek drogi przekształcił się z czasem w ulicę Szczęśliwicką.
Pierwotnie była nazywana Przy Okopach, gdyż biegła po zachodniej stronie Okopów Lubomirskiego. Obecna nazwa została poświadczona w 1808.
W 1844 ulica została przecięta torami Kolei Warszawsko-Wiedeńskiej; ok. 1885 powstała tam stacja towarowa.
W końcu XIX wieku przy Przyokopowej znajdowały się liczne składy i magazyny. Zamieszkiwali ją głównie kolejarze i robotnicy. W latach 1905–1909 przy ulicy wzniesiono Elektrownię Tramwajową (od 2004 siedziba Muzeum Powstania Warszawskiego).
W 1923 na działce pomiędzy ulicami: Karolkową, Grzybowską i Przyokopową Polsko-Holenderska Fabryka Lampek Elektrycznych należąca do koncernu Philips rozpoczęła produkcję m.in. żarówek. W kolejnych latach zakład został rozbudowany.
W czasie II wojny światowej zabudowa ulicy została prawie całkowicie zniszczona. W czasie powstania warszawskiego została przegrodzona dwiema barykadami. Po kapitulacji powstania Niemcy wywieźli sprzęt z fabryki Philipsa, a zabudowania wysadzili w powietrze. Po wojnie w miejscu zniszczonej fabryki wzniesiono nowe hale z przeznaczeniem dla państwowych Zakładów Wytwórczych Lamp Elektrycznych im. Róży Luksemburg.
Po 1945 bieg ulicy został przerwany zabudowaniami Warszawskich Zakładów Farmaceutycznych Polfa. Dlatego ulica składa się z dwóch niepołączonych ze sobą odcinków: od ulicy Grzybowskiej do ulicy Prostej oraz od ulicy Szarych Szeregów do ulicy Kolejowej.
Od 2020, w związku z rozszerzeniem strefy płatnego parkowania, na odcinku od ulicy Hrubieszowskiej do ulicy Grzybowskiej jest ulicą jednokierunkową.

## Ważniejsze obiekty
- Budynek Elektrowni Tramwajowej, siedziba Muzeum Powstania Warszawskiego
- Biurowiec Wola Center

## Obiekty nieistniejące
- Zakłady Wytwórcze Lamp Elektrycznych im. Róży Luksemburg